# Puerto Real (Spanje)

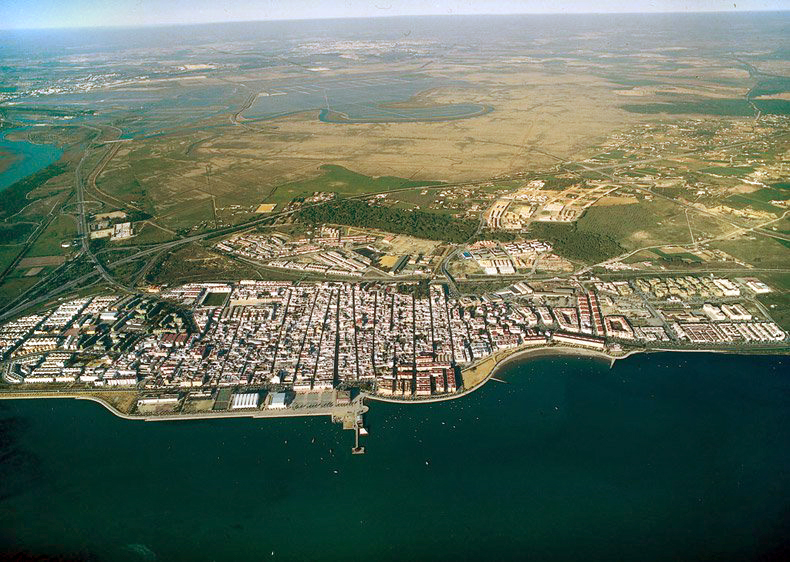
Puerto Real

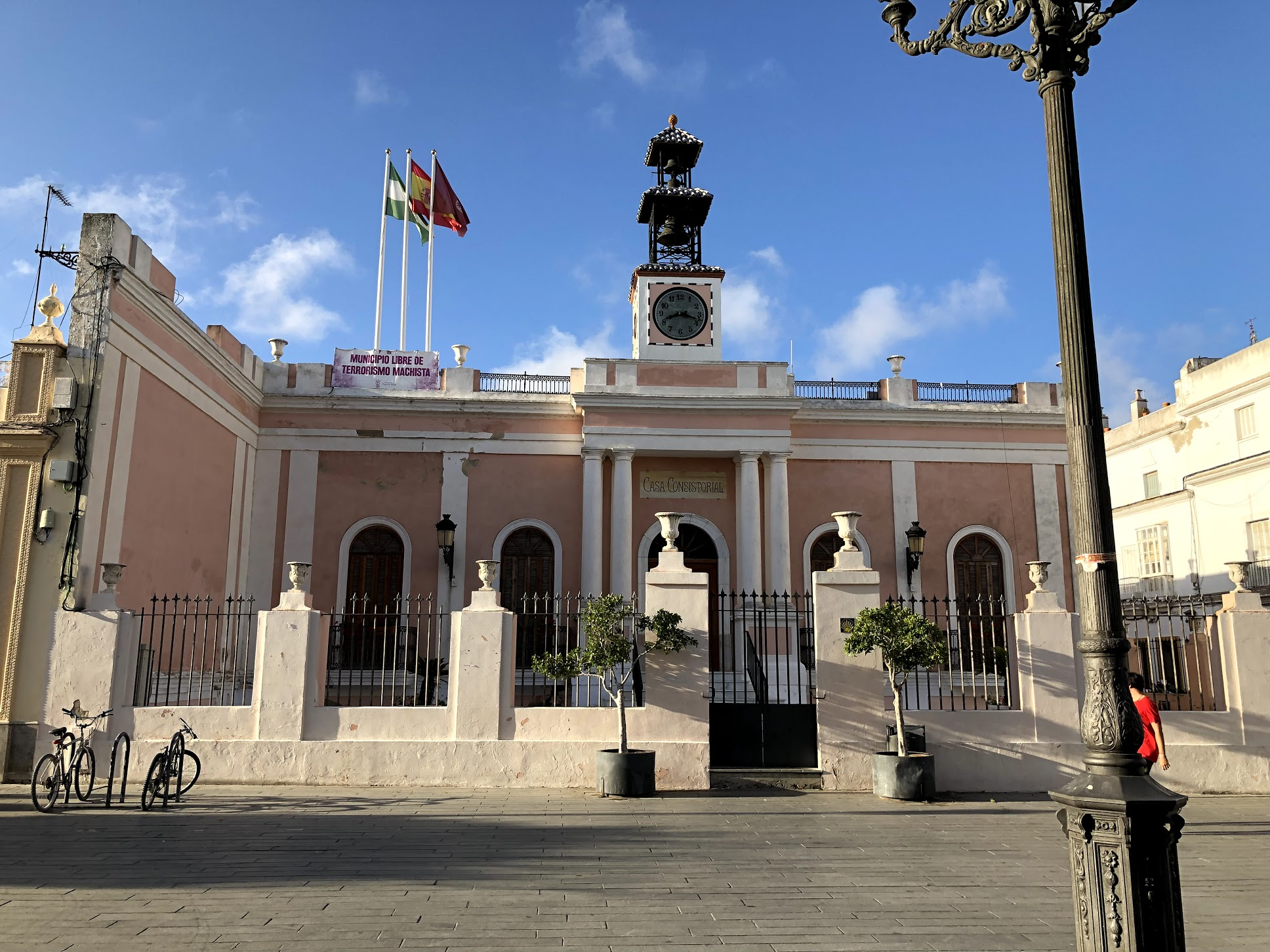
Gemeentehuis

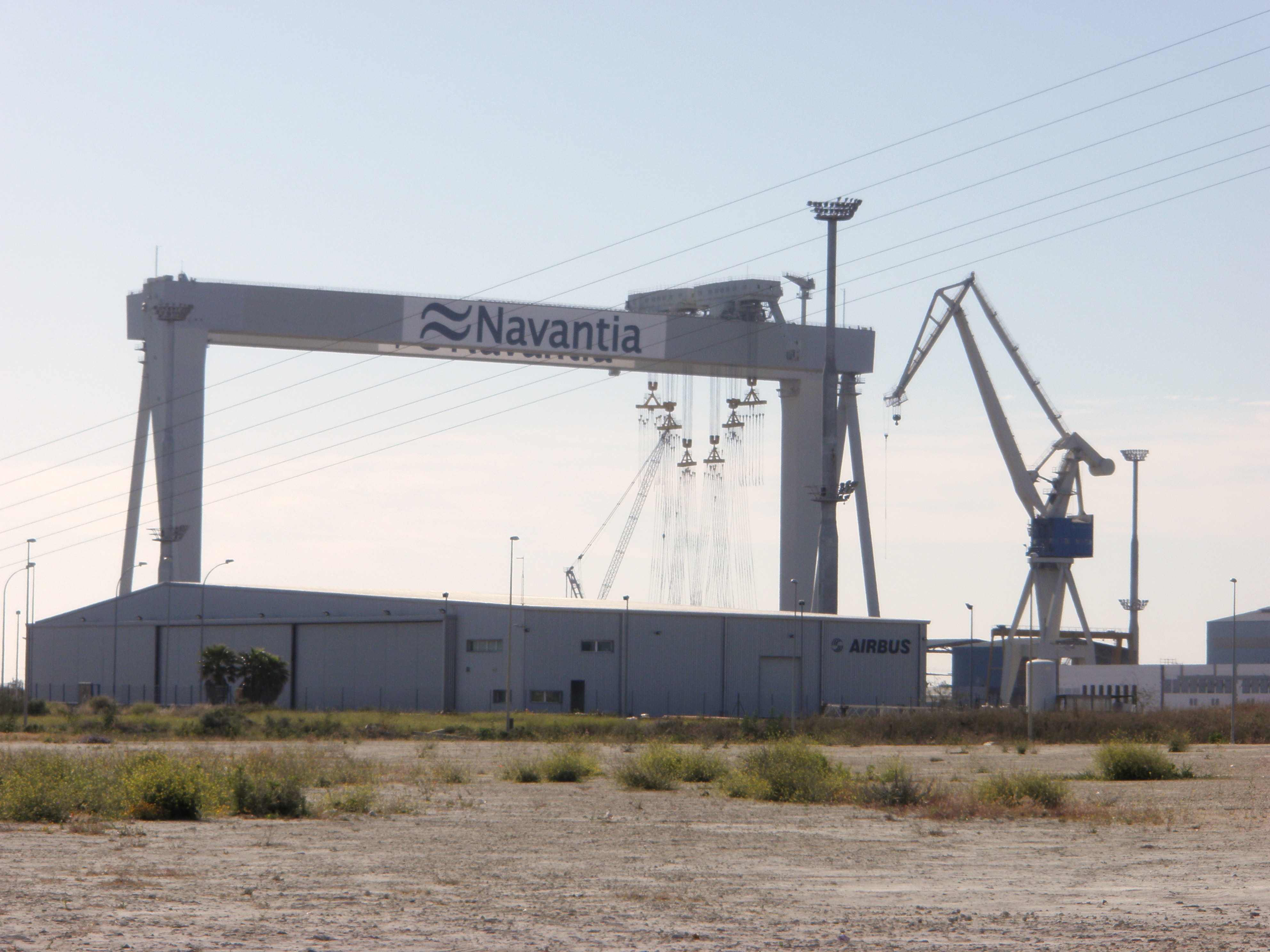
De scheepswerf

Puerto Real is een gemeente in de Spaanse provincie Cádiz in de regio Andalusië met een oppervlakte van 198 km². In 2007 telde Puerto Real 38.974 inwoners.

## Ligging
De gemeente ligt aan de Baai van Cádiz en praktisch op zeeniveau. Alleen in het uiterste oosten zijn er heuvels die boven de 100 meter uitkomen. Het historisch centrum ligt zo'n 10 meter boven de zeespiegel en langs de kustlijn zijn er nog gebieden die bij vloed onder water komen te staan.

## Geschiedenis
Het oudste getuigenis van een nederzetting is dat van El Retamar daterend uit het neolithicum. Uit de Romeinse tijd zijn nog veel archeologische vondsten bekend, vooral op het gebied van de aardewerkproductie zoals ovens. De amforen die hier zijn gemaakt werden gebruikt om wijn en gezouten vis naar andere plaatsen in het Romeinse Rijk te vervoeren. In de Romeinse villa van Puente Melchor is een mozaïek van Bacchus van groot formaat gevonden.
Op 18 juni 1483 kreeg de plaats stadsrechten. De Spaanse koning wilde zich verzekeren van een zeehaven aan de Golf van Cádiz. Naast de havenactiviteiten waren de bewoners actief in de landbouw en de zoutwinning. De bevolking profiteerde van de handel met de Spaanse koloniën in Amerika. Cádiz werd de belangrijkste haven en in 1717 verhuisde de Casa de Contratación naar deze stad. Puerto Real lag hier dicht genoeg bij om te profiteren van deze ontwikkeling.
In de zomer van 1797 viel de Engels vloot Cádiz aan en de bevolking vluchtte naar Puerto Real. Door deze toeloop leefden de mensen dicht op elkaar met ernstige epidemieën tot gevolg. Na de Franse invasie en tijdens de Spaanse Onafhankelijkheidsoorlog werd Puerto Real zwaar beschadigd. In de Slag om Trocadero veroverde het Franse leger onder Lodewijk Anton van Bourbon op 31 augustus 1823 het fort op het eiland Trocadero. Het eiland ligt tussen Puerto Real en Cádiz. Eind 1822 werd koning Ferdinand VII van Spanje door rebellen vastgezet en gevangen gehouden in Cádiz. Na de inname van het fort werd Cádiz belegerd tot het de koning in vrijheid stelde. Met deze actie werd de Spaanse revolutie de kop ingedrukt.
In 1856 werd een spoorlijn tussen Jerez de la Frontera en Puerto Real aangelegd om de export van sherry te vereenvoudigen. Engeland was een belangrijke exportmarkt. Het was de eerste spoorlijn in Andalusië. In 1860 werd de lijn Sevilla-Cádiz in gebruik genomen en deze kreeg een aansluiting op de reeds bestaande spoorweg.
In 1863 huurde de zakenman Antonio López y López een terrein op het eiland Trocadera voor de aanleg van een scheepswerf, Astillero de Puerto Real. Trocadero ligt ten westen van de bebouwde kom van Puerto Real. De keuze voor deze plaats was ingegeven door de spoorlijn die er dichtbij lag en de marinewerf Arsenal de la Carraca. Er kwamen dokken, magazijnen en werkplaatsen voor het onderhoud aan schepen. Vanaf 1889 werd ook aan nieuwbouw gedaan. De werf bestaan nog altijd en maakt deel uit van het Spaanse scheepsbouwbedrijf Navantia.
Van 1957 tot 1973 werd Trocadero meer en meer een industrieel gebied. Er kwam een mast voor de hoogspanninglijn naar Cádiz. In de jaren tachtig nam het werk voor de scheepswerf af. In 1982 opende General Motors een fabriek voor auto-onderdelen, maar deze sloot in 2007 de deuren. In 1988 volgde een fabriek van vliegtuigbouwer Airbus, maar deze onderging hetzelfde lot in 2021.
De eerste brug naar Cádiz kwam in 1969 gereed, de Puente José León de Carranza. In 2015 volgde een tweede brug, de Puente de la Constitución de 1812. Deze tuibrug is een belangrijkste verkeersader over de Baai van Cádiz tussen Cádiz en het Spaanse vasteland. De bouw van deze brug begon in 2007 en kwam in 2015 gereed.

## Demografische ontwikkeling
Bron: INE; 1857-2011: volkstellingen

## Geboren
- Álvaro Vadillo (12 september 1994)